# Synchiropus sechellensis
Synchiropus sechellensis är en fiskart som beskrevs av Regan, 1908. Synchiropus sechellensis ingår i släktet Synchiropus och familjen sjökocksfiskar. Inga underarter finns listade i Catalogue of Life.